# 147
147 (CXLVII) var ett normalår som började en lördag i den julianska kalendern.

## Händelser

### Okänt datum
- Festligheter utbryter för att fira 900-årsminnet av Roms grundande.
- Detta är det första året på den östkinesiska Handynastins Jianhe-era.

## Födda
- Jia Xu, rådgivare till många viktiga personer i den kinesiska Handynastin

## Avlidna
- Vologases III, kung av Partien